# Giorgio Macropedio
Joris van Lanckvelt conosciuto anche come Macropedius e Giorgio Macropedio (Gemert, 23 aprile 1487 – luglio 1558) è stato un umanista e drammaturgo olandese, il “miglior drammaturgo latino del XVI secolo”.

## Biografia
Giorgio Macropedio nacque con il nome di  Joris van Lanckvelt a Gemert (Brabante settentrionale, Paesi Bassi) il 23 aprile 1487. La sua giovinezza è poco documentata. Dopo aver frequentato la scuola comunale, Joris van Lanckvelt si trasferì a 's-Hertogenbosch, dove frequentò la scuola di grammatica locale. In quel tempo visse in una delle pensioni dei Fratelli della Vita Comune, praticanti della devotio moderna. Nel 1502, all'età di 15 anni, divenne membro della confraternita e si preparò ad intraprendere la carriera di docente. Circa dieci anni più tardi prese i voti ed iniziò ad insegnare latino alla scuola comunale di grammatica. Negli anni dal 1506 al 1510 aveva già iniziato a scrivere opere teatrali in latino per i propri studenti. La prima stesura della commedia Asotus ("Il figliol prodigo") risale a questo periodo. Seguendo la tendenza in voga tra gli umanisti del XVI secolo cambiò il proprio nome, assumendone uno classico quale pseudonimo. Joris divenne così Georgius e van Lanckvelt fu tradotto in Macropedius (Macropedio).

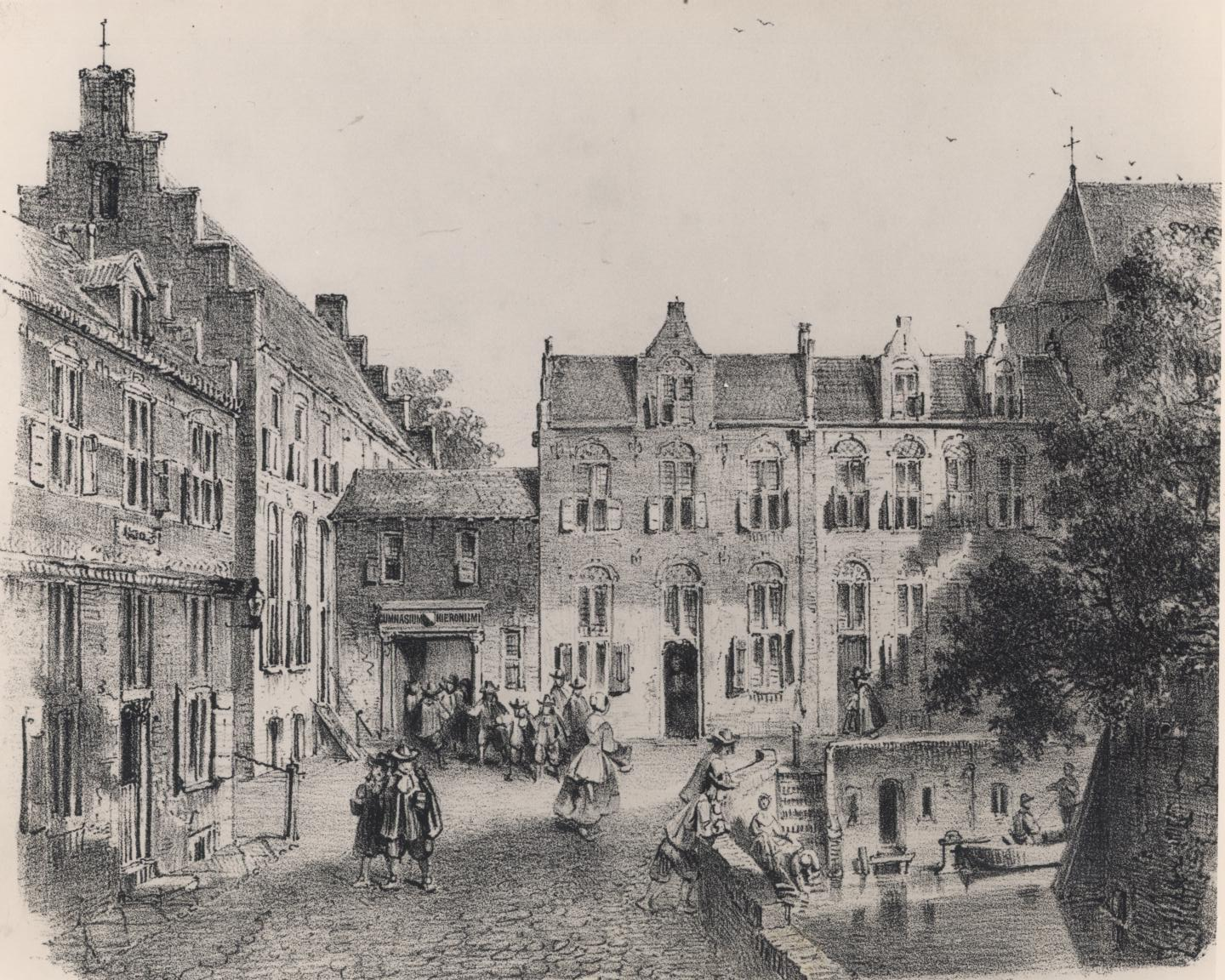
La S. Jerome di Utrecht nel XVII secolo. Disegno di J. Liefland, Utrecht, 1857.

Nel 1524 ottenne la carica di direttore della S. Jerome di Liegi. La scuola di grammatica di Liegi fiorì grazie alle attività promosse da Macropedio e altri umanisti. Nel 1527 fece ritorno a 's-Hertogenbosch e alla fine del 1530 si era già trasferito a Utrecht, allora la più grande città del nord dei Paesi Bassi. Macropedio, che a quel tempo doveva godere di una discreta notorietà ed era considerato un cattolico integrale, venne nominato direttore. Egli trasformò la S. Jerome di Utrecht nella più famosa scuola del paese. Insegnò latino, greco, poesia, retorica e si suppone anche ebraico, matematica e teoria della musica. Ogni anno componeva la musica e il testo di una lunga canzone scolastica in latino. Alla S. Jerome, Macropedio scrisse la maggior parte dei suoi libri di testo e delle sue opere teatrali in latino, che vennero pubblicati non solo a Utrecht, ma anche ad Anversa, Basilea, Colonia, Francoforte sul Meno, 's-Hertogenbosch, Parigi e Londra.

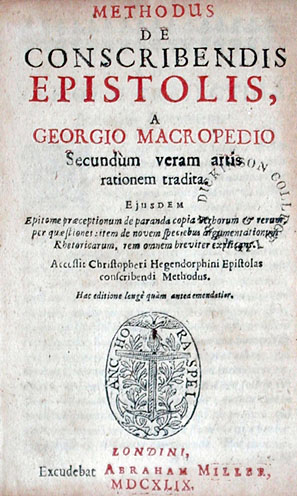
Frontespizio de “Methodus de Conscribendis Epistolis” di Macropedius, stampato nel 1649 a Londra da Abraham Miller, 106 anni dopo la prima edizione. Dickinson College, Carlisle, Pennsylvania, USA.

Dal 1552 al 1554 le sue opere raccolte vennero riviste e curate in due volumi a Utrecht: “Omnes Georgii Macropedii Fabulae Comicae”. I testi non vennero stampati insieme alla musica. Successivamente scrisse solo un'altra opera teatrale: “Jesus Scholasticus”.
Nel 1557 o 1558 si dimise dalla carica di direttore e lasciò Utrecht per tornare nella sua terra natia, il Brabante. Qui visse per un altro anno nella Casa dei Fratelli della Vita Comune a 's-Hertogenbosch. Morì all'età di 71 anni nella sua città durante un'epidemia di peste nel luglio del 1558 e venne sepolto nella chiesa dei Fratelli. Dopo la sua morte i suoi devoti ex studenti fecero erigere un mausoleo con inciso un epitaffio in sua memoria e posero sulla tomba un ritratto dell'amato maestro.

## Opere
Macropedius scrisse diversi libri di testo. Il più famoso fra tutti fu “Epistolica”, sull'arte epistolare. Venne pubblicato per la prima volta ad Anversa nel 1543 e successivamente a Basilea, Colonia, Dillingen, Francoforte sul Meno, 's-Hertogenbosch e Leida sotto il titolo di “Methodus de Conscribendis Epistolis”. Il libro venne pubblicato a Londra nel 1576, seguito da tre ristampe, di cui l'ultima nel 1649. Persino William Shakespeare potrebbe esserne stato a conoscenza, poiché l'opera venne ristampata dal suo amico, concittadino e stampatore Richard Field. Probabilmente il libro venne adottato in diverse scuole dell'Europa occidentale per un lungo periodo di tempo.
I suoi libri di testo scolastici dimostrarono che Macropedius era un uomo di grande cultura umanista e seguace di Erasmus. Sapeva tutto sulle sette Arti liberali e le Tre lingue latino, greco e ebraico. Conosceva molto bene il greco classico e la letteratura romana, come pure la Bibbia e gli scritti dei Padri della Chiesa. Le molteplici ristampe dei suoi libri di testo nei Paesi Bassi, Germania, Francia e Inghilterra dimostrano come la produzione di Macropedius fu tenuta in alta stima dai suoi contemporanei e anche dalla successiva generazione di umanisti. Attraverso la sua attività di scrittore e insegnante, Macropedius contribuì largamente alla riforma sull'istruzione umanista che ebbe successo nella prima metà del XVI secolo. Egli fu un instancabile promotore del greco, non solo della lettura del Nuovo Testamento, ma anche dello studio delle opere degli autori greci classici.

### Commedie

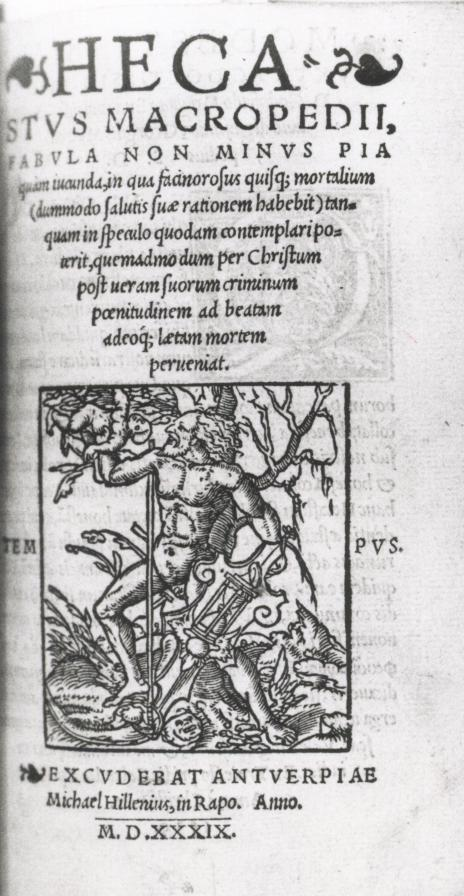
Prima edizione de “Hecastus” di Macropedius, stampata da Johannes Hillen ad Anversa nel 1539. Biblioteca Universitaria di Tilburg.

Macropedius fu soprattutto noto per le sue dodici commedie. In Germania e nei Paesi Bassi egli fu il primo, il più produttivo e il migliore drammaturgo latino.
- Andrisca è una commedia su due astute donne adultere che portano i pantaloni e si scontrano coi loro stupidi mariti. Alla fine del secolo la medesima trama venne elaborata da William Shakespeare in The Taming of the shrew.
- Bassarus è una commedia incentrata sugli ultimi tre giorni del Carnevale.
- Asotus tratta il tema biblico del figliol prodigo. La commedia fu interpretata dagli studenti del Trinity College di Cambridge e all'Università di Praga.
- Nel 1539 venne pubblicato Hecastus, l'opera di Macropedius che riscosse più successo. Fu con questa commedia tragica che Macropedius si assicurò un posto tra i maggiori drammaturghi del mondo. Si tratta di una libera interpretazione della commedia morale olandese tardo medievale Elckerlijc (nota in inglese come Everyman). Il protagonista, Hecastus, è un giovane uomo benestante che gioisce delle cose belle della vita. Quando scopre che sta per morire nessuno dei suoi amici, parenti o servitori è disposto ad accompagnarlo nel suo ultimo viaggio. È un capolavoro e fu un vero successo.

Prima della fine del secolo, Hecastus fu messo in scena e pubblicato nella versione originale in latino e in quella tradotta. Si conoscono dodici edizioni indipendenti e sei traduzioni in tedesco, una delle quali ad opera del celebre poeta della Riforma, Hans Sachs. L'opera venne tradotta anche in danese, olandese e nel 1681 in svedese. Nei Paesi Bassi venne rappresentata diverse volte e fu grande successo soprattutto in Germania. Si contano ben diciotto rappresentazioni. Per la seconda edizione (1552) Macropedius dovette rivedere ed estendere la commedia. Pare che in quanto tollerante umanista fu sospettato di simpatizzare con la Riforma e quindi costretto a rivedere ed estendere la seconda edizione dell'opera, come si evince dalla prefazione stessa.

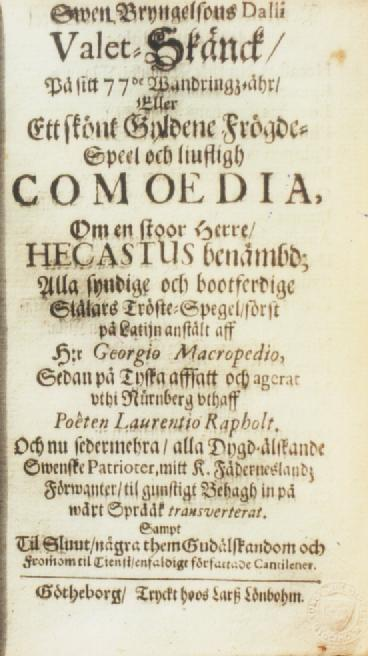
Frontespizio della traduzione svedese de “Hecastus” di Sven Dalius, stampata da Lars Loehnbohm a Göteborg nel 1681. Biblioteca Reale di Stoccolma.

## Eredità
I successi di Macropedius non furono legati solo al campo della drammaturgia. Come insegnante e direttore delle scuole di 's-Hertogenbosch, Liegi and Utrecht, molti dei suoi studenti divennero personalità influenti al governo, nella scienza e nelle arti. Tra questi si ricordano lo studioso di greco Arnoldus Arlenius, il filologo Willem Canter, il professore di medicina all'Università di Leida Johannes Heurnius, il geografo Gerardus Mercator, l'avvocato e amico di Guglielmo d'Orange Elbertus Leoninus, lo stampatore Lorenzo Torrentino, che divenne famoso in Italia, e il celebre fisico Johann Wier, che già nel 1563 contestò la credenza nella stregoneria.
Macropedius rimase famoso fino ad almeno mezzo secolo dopo la sua morte. Nel 1565 un gruppo di suoi ex studenti pubblicò una raccolta di poesie per commemorare l'amato maestro: Apotheosis D. Georgii Macropedii. Nel XVII secolo Macropedius e le sue opere non vennero più messe in scena e i suoi libri non vennero più messi in ristampa, cadendo gradualmente nell'oblio. Queste opere erano scritte in latino, mentre i poeti drammaturghi della Repubblica Olandese, pieni di fiducia in sé stessi, tesero sempre di più ad usare la propria lingua. Solo dopo due secoli il suo nome tornò ad essere riconosciuto. Nel XX secolo vennero pubblicati numerosi libri e articoli sull'umanista. Nel 1972 l'americano Thomas W. Best presentò il suo Macropedius nella New York Twayne's World Authors Series. In anni recenti altri libri e articoli sono stati pubblicati in Europa, Sud Africa, Canada e negli USA. La sua produzione teatrale è stata tradotta in olandese e anche in inglese. Traduzioni in inglese di tre sue opere sono attualmente disponibili in rete.